# Oliver Wendell Holmes, Jr.

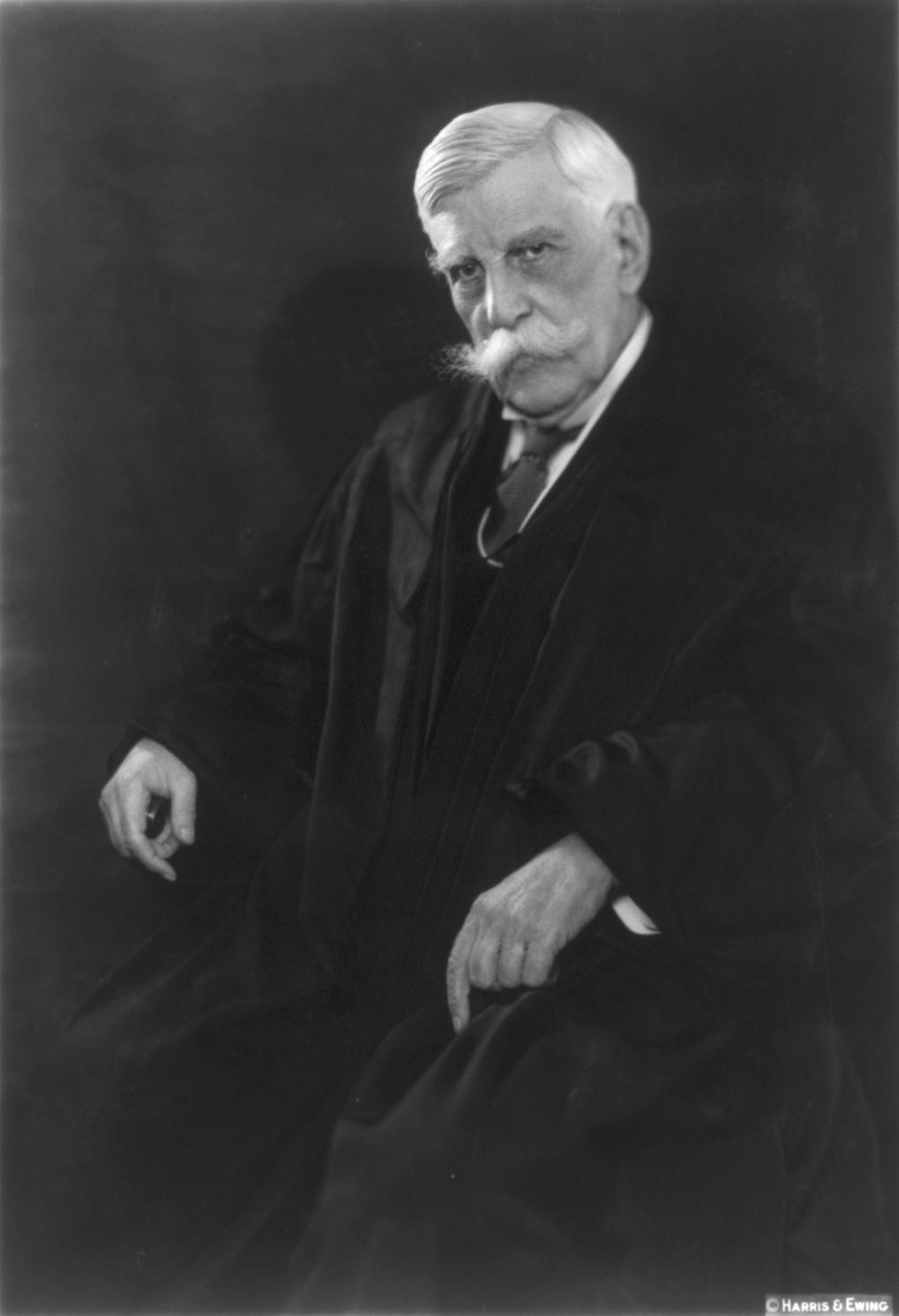
Oliver Wendell Holmes, Jr.

Oliver Wendell Holmes jr. (* 8. März 1841 in Boston, Massachusetts; † 6. März 1935 in Washington, D.C.) war ein amerikanischer Rechtswissenschaftler. Von 1902 bis 1932 war er Bundesrichter am Obersten Gerichtshof der Vereinigten Staaten. Aufgrund seiner langen Amtszeit, seines kurzen und prägnanten Argumentationsstils sowie seiner ausgesprochenen Überzeugung, als Vertreter der Rechtsprechung die Entscheidungen des demokratisch gewählten Parlaments respektieren zu müssen, wurde er zu einem der am häufigsten zitierten Richter dieses Gerichtshofes. Als Rechtstheoretiker vertrat er eine dem Rechtsrealismus nahestehende Auffassung, der zufolge sich die Aufgabe der Rechtswissenschaft darin erschöpfe, die tatsächlichen Entscheidungen der Gerichte erfolgreich vorherzusagen: „The prophecies of what the courts will do in fact, and nothing more pretentious, are what I mean by the law“ (Die Vorhersagen, was Gerichte tatsächlich tun werden, und nichts Prätentiöseres, ist, was ich mit „Rechtswissenschaft“ meine).

## Leben

### Kindheit und Jugend, Erfahrungen im Bürgerkrieg
Holmes war der Sohn des bekannten Schriftstellers und Arztes Oliver Wendell Holmes und der Abolitionistin Amelia Lee Jackson. Holmes interessierte sich bereits frühzeitig für Literatur, insbesondere die Schriften Ralph Waldo Emersons sollten sein Denken entscheidend prägen. Auch schloss er sich der während der 1850er Jahre in Boston prosperienden abolitionistischen Bewegung an. Sein bester Freund zu seiner Studienzeit, der Quäker Norwood Penrose Halliwell, rekrutierte ihn 1861 für die Leibgarde des radikalen abolitionistischen Aktivisten Wendell Phillips, und als im April des Jahres der Bürgerkrieg ausbrach, blieben Holmes und Halliwell unerlaubt den Vorlesungen fern, meldeten sich als Freiwillige für den Fronteinsatz und setzten so ihre Berechtigung auf einen Hochschulabschluss aufs Spiel. Da Holmes’ Regiment jedoch nicht sofort nach Süden entsandt wurde und der Präsident der Universität auf Betreiben von Wendells Vater eine Amnestie für die Absenzler erwirkt hatte, erhielt Holmes am 17. Juni des Jahres seinen Abschluss, vier Tage später trat er den Dienst im 20. Freiwilligenregiment des Staates Massachusetts an als First Lieutenant.
Von 1861 bis 1864 nahm Holmes als Offizier am amerikanischen Sezessionskrieg teil, wurde mehrfach verwundet und entkam mehrere Male knapp dem Tod (so einmal durch eine Schussverwundung, einmal durch Erkrankung an Dysenterie). Er nahm am Halbinsel-Feldzug, an der Schlacht in der Wilderness (wo er nicht in seinem Regiment, sondern im Stab des 6. Korps diente – er wurde in der Leitung des Regiments vertreten durch seinen Freund Henry Livermore Abbott, der dabei fiel), beim Gefecht bei Balls Bluff, an der Schlacht am Antietam und der Schlacht bei Chancellorsville teil. Zuletzt war er Lieutenant Colonel und nach Ende seiner dreijährigen Dienstzeit 1864 erhielt er eine Brevet-Beförderung zum Colonel. Eine später oft kolportierte Anekdote besagt, Holmes habe während der Schlacht von Fort Stevens im Juli 1864 dem US-Präsidenten Abraham Lincoln zugerufen „Get down, you fool“, als dieser nicht rechtzeitig Deckung gesucht habe. Die Geschichte gilt heute als apokryph und auch Holmes selbst konnte sich nicht genau erinnern, wer Lincoln das zurief. Die Kriegserfahrungen prägten Holmes’ staatstheoretische Grundüberzeugung vom Primat der Gewalt: Sowohl die Staatsgewalt als auch die von ihr erlassenen Gesetze seien ursprünglich auf Gewalt gegründet. Später entwickelte Holmes aus dieser Grundüberzeugung seine positivistische Rechtstheorie, die ihn die Existenz eines vorstaatlich begründeten Naturrechts und jegliche Form von rechtswissenschaftlicher Romantik ablehnen ließ.

### Juristische Laufbahn bis zur Ernennung als Richter am Obersten Gerichtshof der Vereinigten Staaten

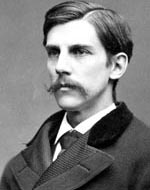
Oliver Wendell Holmes, Jr. als junger Mann.

Nach Kriegsende ließ er sich zunächst als Rechtsanwalt in Boston nieder. Er heiratete Fanny Dixwell, eine Freundin aus Kindertagen. Die Ehe hielt bis zum Tod seiner Frau im Jahre 1929. Aus der Ehe gingen keine leiblichen Kinder hervor, aber das Ehepaar Holmes adoptierte die Waise Dorothy Upham.
Holmes verbrachte des Öfteren Frühjahr und Sommer in London. Hier baute er sich einen engen Freundeskreis auf und wurde zu einem der Begründer der später so bezeichneten „soziologischen Rechtsschule“ Großbritanniens. Hieraus entwickelte sich eine Generation später der amerikanische Rechtsrealismus.
Im Jahre 1870 wurde Holmes Herausgeber der Zeitschrift American Law Review. Er gab eine Neuauflage der Commentaries on American Law des amerikanischen Juristen James Kents heraus und veröffentlichte mehrere Aufsätze, die sich mit dem Common Law beschäftigten. 1881 erschien die erste Auflage seines wohl bekanntesten Buches The Common Law, das seine in den Jahren zuvor zu dieser Thematik entwickelten Ansätze zusammenfasste. Dieses Werk gilt als das einzige bedeutende Werk der amerikanischen Rechtswissenschaft, dessen Verfasser als Rechtsanwalt praktizierte. Holmes erkannte in diesem Werk als einzige Rechtsquelle das richterliche Urteil an. Dieses beruhe in Wahrheit weniger auf korrekten methodologischen Schlüssen und Syllogismus, sondern zu einem nicht geringen Anteil auch auf außerrechtlichen Gesichtspunkten wie den moralischen Überzeugungen und persönlichen Vorurteilen des Richters. Er bezeichnete diese „Entscheidungsgründe“ – als Gegensatz zu den offiziellen Entscheidungsgründen – als die „ungeschriebenen Prämissen“ des Rechtsfindungsprozesses. Diese Ansichten machten Holmes zu einem Vorläufer des amerikanischen Rechtsrealismus. 1877 wurde er in die American Academy of Arts and Sciences gewählt.
Im Jahre 1878 schlug US-Präsident Rutherford B. Hayes Holmes als Bundesrichter vor, wurde aber von einem Senator aus Massachusetts – George Frisbie Hoar – davon überzeugt, einen anderen Kandidaten zu nominieren. 1882 wurde Holmes zunächst Professor für Rechtswissenschaft in Harvard und sodann Richter am Obersten Gerichtshof des Staates Massachusetts. 1889 wurde er als Nachfolger von Walbridge A. Field zum Vorsitzenden Richter dieses Gerichts ernannt.
Während seiner Zeit als Richter in Massachusetts entwickelte Holmes seine Ansichten zum Common Law und wandte diese Grundsätze auch praktisch an, indem er sich bei seinen Entscheidungen strikt an die zur fraglichen Rechtsmaterie bereits ergangenen Präjudizien hielt. In Fällen jedoch, die sich mit den Rechten von Arbeitern beschäftigten, wich er von den Präzedenzfällen ab, indem er Arbeitern das Recht auf die friedliche Bildung von Gewerkschaften zugestand. Es sei sowohl ein Gebot der Fairness als auch ein Ausfluss des Rechts auf freie Meinungsäußerung, den Arbeitern zu gestatten, ihren Arbeitgebern auf Augenhöhe zu begegnen.
Holmes war auch als Redner und Briefeschreiber (ausführliche Korrespondenz mit Freunden in England) bekannt.

### Richter am Obersten Gerichtshof
Nach dem Tod des Richters Horace Gray 1902 beabsichtigte Präsident Theodore Roosevelt, Holmes zu dessen Nachfolger zu ernennen. Ausschlaggebend war, dass er einen Richter aus Massachusetts ernennen wollte und jemanden, der seine imperialistische Politik unterstützte, was von Holmes erwartet wurde. Henry Cabot Lodge senior, der jüngere Senator aus Massachusetts, unterstützte die Ernennung, der Senior Senator von Massachusetts George Frisbie Hoar, ein Gegner des Imperialismus und Vorsitzender des Justizkomitees des Senats, war dagegen. Holmes wurde am 2. Dezember 1902 nominiert, zwei Tage später vom Senat bestätigt und am 8. Dezember eingeschworen.
Holmes urteilte zunächst in Roosevelts Interesse, indem er die Annexion verschiedener Gebiete wie Puerto Rico nach dem Spanisch-Amerikanischen-Krieg bestätigte (Insular Cases). Allerdings trat er Roosevelt mit seinem Minderheitenvotum bei der Auflösung des Monopols der Northern Securities Company, einem kurzlebigen Eisenbahnmonopolisten unter Leitung von J. P. Morgan und Edward Henry Harriman, entgegen. Holmes stimmte 1904 als einziger der Richter gegen die Auflösung des Monopols, was seine Beziehung zu Roosevelt dauerhaft beeinträchtigte. Er war für Minderheitenmeinungen (The Great Dissenter) in Urteilen bekannt, obwohl er in 29 Jahren nur 72-mal in der Minderheit war und 852-mal die Mehrheitsmeinung vertrat.
Zu den von ihm begründeten Entscheidungen gehörte zum Beispiel der Fall Schenck v. United States (1919). Dabei ging es um Verletzungen von während des Ersten Weltkriegs und kurz danach erlassenen Gesetzen (Espionage Act of 1917, Sedition Act of 1918), nach denen zum Beispiel Aufrufe zur Kriegsdienstverweigerung verfolgt wurden. Holmes war der Auffassung, dass das Recht auf Redefreiheit (niedergelegt in der First Amendment) nur eingeschränkt ist, wenn daraus eine klare und gegenwärtige Gefahr entstände (clear and present danger), mit den berühmten Worten, dass der erste Zusatzartikel keine Person schütze, die in einem vollen Theater „Feuer“ rufe und eine Panik auslöse. Das wurde allerdings 1969 vom Supreme Court in Brandenburg v. Ohio weiter eingeschränkt auf unmittelbare und eindeutig erwiesene Gefahr. Noch im selben Jahr 1919 formulierte er aber seinen Dissenz (Minderheitenmeinung) bei einer Auslegung dieser Gesetze, die sich gegen Sozialisten richtete, die gegen das Eingreifen der Alliierten gegen die Oktoberrevolution argumentierten (Abrams v. United States). Er setzte sich für Meinungsfreiheit auch in Kriegszeiten ein mit den Worten, dass der beste Test für die Wahrheit einer Idee die Überzeugungskraft im Wettkampf mit anderen Ideen auf dem Markt sei (When men have realized that time has upset many fighting faiths, they may come to believe ... that the best test of truth is the power of the thought to get itself accepted in the competition of the market, and that truth is the only ground upon which their wishes safely can be carried out. That, at any rate, is the theory of our Constitution. It is an experiment, as all life is an experiment).
Einige seiner Entscheidungen waren im Rückblick zweifelhaft. Im Fall Buck v. Bell von 1927 ging es um die Zwangssterilisation einer geistig Behinderten nach einem Sterilisationsgesetz von Virginia, die Holmes in einer von ihm formulierten Mehrheitsmeinung (8 gegen 1) verteidigte mit dem Argument, das öffentliche Wohl gehe vor dem Recht auf körperliche Unversehrtheit. Danach gab es in mehr Bundesstaaten solche Gesetze (vgl. auch die Entscheidung Skinner v. Oklahoma von 1942).
Bekannt wurde auch seine Formulierung der Mehrheitsmeinung in Silverthorne Lumber Co. v. United States von 1920, die als Frucht vom vergifteten Baum (Fruit of the poisonous tree) bekannt war und die Verwertung von Beweisen aus illegalen Durchsuchungen verbot, auch wenn sie nur indirekt aus den dabei erhaltenen Informationen erlangt wurden.
Holmes war kurze Zeit vom 3. bis 24. Februar 1930 Chief Justice of the United States. Am 12. Januar 1932 trat er – als bis dahin ältester Richter am Obersten Gerichtshof – von seinem Amt zurück.
Er starb 1935 an Lungenentzündung in seinem Haus in Washington und wurde auf dem Nationalfriedhof in Arlington begraben. Sein Sommerhaus in Beverly in Massachusetts wurde 1972 unter der Bezeichnung Oliver Wendell Holmes House als National Historic Landmark in das National Register of Historic Places eingetragen.

## Ehrungen
Im Jahre 1978 gab die Post der USA zu seinem Gedenken eine Briefmarke im Wert von 15 Cent heraus.
Holmes Nachlass ging an die Harvard Law School, blieb aber für Historiker lange Zeit nur eingeschränkt nutzbar. Die erste Biographie von Holmes, die auf den vollen Umfang zugreifen konnte, erschien erst 1989.

## Film
Das Broadway-Stück (1946) und die Filmbiografie (1950) The Magnificent Yankee beruhten auf seiner Biographie. In dem Film von 1950 des Regisseurs John Sturges spielt Louis Calhern Holmes. Im Gerichtsfilm Urteil von Nürnberg (1961) dient ein Zitat aus dem von Oliver Wendell Holmes, Jr. begründeten Urteil im Fall Buck vs. Bell einem zynischen Verteidiger des Nationalsozialismus als Vorwand, das Nürnberger Gericht im Nürnberger Juristenprozess rhetorisch zu delegitimieren.

## Werke
- Oliver Wendell Holmes, Jr.: The Common Law. New York 1991, ISBN 0-486-26746-6. (erstmals erschienen: Boston 1881); deutsche Übersetzung: Oliver Wendell Holmes Jr.: Das gemeine Recht Englands und Nordamerikas : in elf Abhandlungen dargestellt. Berlin 2006, ISBN 3-428-12151-1. (unveränderter Nachdruck der 1. Aufl. von 1912)
- Oliver Wendell Holmes, Jr.: The essential Holmes: Selections from the Letters, Speeches, Judicial Opinions, and other Writings of Oliver Wendell Holmes, Jr. Chicago (u. a.) 1992, ISBN 0-226-67552-1.